# Václav Kačírek
Václav Kačírek (13. června 1920, Praha – 10. dubna 1987, Kročehlavy) byl československý konstruktér leteckých motorů Walter v jinonické továrně Motorlet. Zprvu byl konstruktérem invertních pístových motorů Walter, později turbovrtulového motoru Walter M601, který se stal jeho životním dílem. Ing. Václav Kačírek byl jedním z mála světových konstruktérů, jenž konstruoval motory pístové i turbínové.

## Odborná kariéra

### Walter M-410
Svou odbornou kariéru konstruktéra leteckých motorů zahájil jako absolvent kladenské vyšší průmyslové školy až po kratším zaměstnání v Poldině huti na Kladně, když byl za druhé světové války (v roce 1942) nuceně nasazen do konstrukční kanceláře německé firmy Argus Motoren, která v době války sídlila v Praze. Pracoval tam až do osvobození v roce 1945 v oddělení zabývajícím se konstrukcí kapotáže na motory As 410 a As 411, jakož i návrhem celých motorových jednotek. Zde však vznikly i jeho vývojové návrhy motorů Walter M-410 a M-411.
V roce 1946 byla tato, nyní již značně zmenšená skupina konstruktérů přemístěna do Aerovky ve Vysočanech a přičleněna ke slučovaným zbytkům pražských drakových konstrukcí. V průběhu nejbližší další reorganizace na jaře roku 1947 byl Václav Kačírek, nyní již jako její vedoucí, přemístěn spolu s dalšími třemi spolupracovníky do jinonické Waltrovky, kde se stále ještě motory Argus vyráběly a montovaly (Walter M-410). Tam jeho skupina pracovala jako jedna ze šesti samostatných částí tzv. sloučené konstrukce leteckých motorů. Z té doby také pochází jeho první samostatný návrh vzduchem chlazeného motoru o výkonu 300 k, který měl svým výkonem a moderní koncepcí vhodně vyplňovat mezeru mezi motory Walter pro sportovní letadla (invertní čtyřválcový Walter Minor 4-III a šestiválcový Minor 6-III ing. Bohuslava Šimůnka, šestiválcovým boxerem Walter M-208 ing. Jaroslava Kruliše - s jmenovitými výkony 105-220 k) a rozpracovaným invertním dvanáctiválcovým motorem ing. Šimůnka Walter V-12/M-446 (navazoval na předválečný motor Walter Sagitta) s jmenovitým výkonem 550/700 k pro letoun Avia XLE-110. Kačírkův návrh na motor o výkonu 300 k se však (zvláště z kapacitních důvodů) tehdy neujal.

### Walter M-441

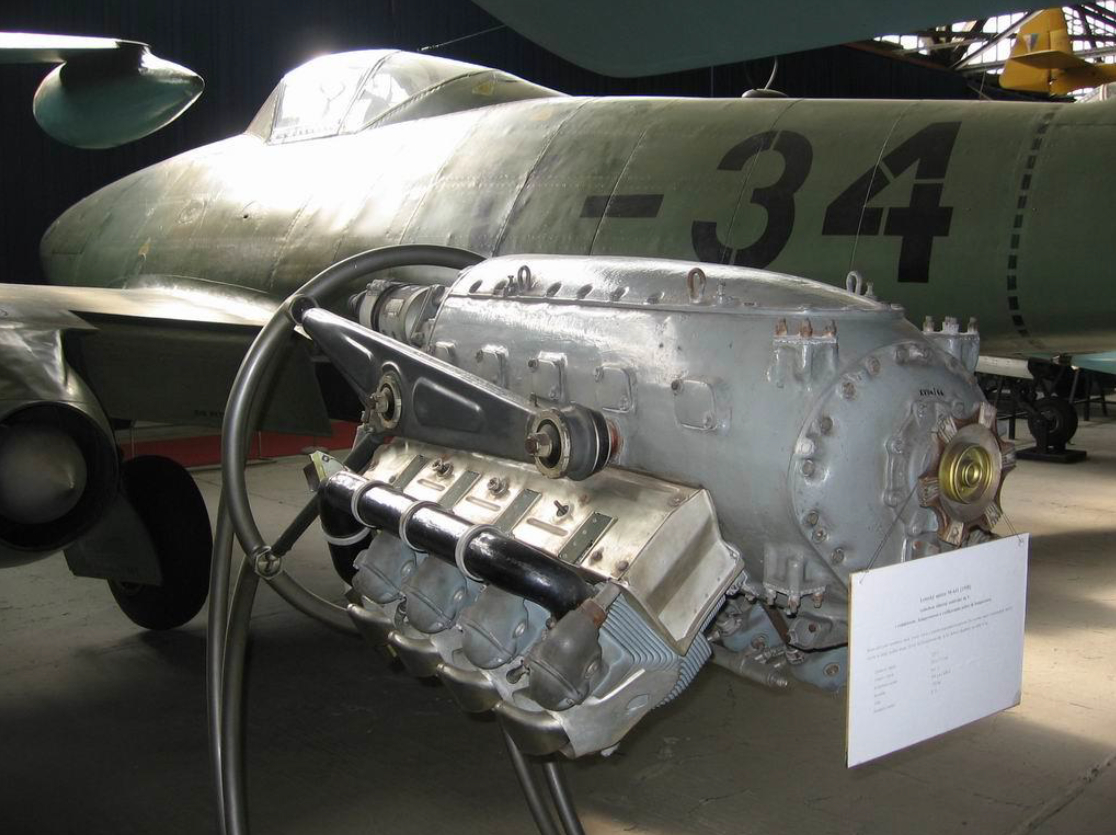
Walter M-441 (Letecké muzeum Kbely)

K realizaci takového motoru, označeného později jako Walter M-441 došlo až po roce 1954, kdy už byl Václav Kačírek a jeho skupina podřízena nově vytvořenému VZLÚ. Ústav měl detašované pracoviště v bývalých filmových atelierech FOJA v Radlicích, které tehdy byly součástí Motorletu Jinonice a s areálem továrny přímo sousedily. Motor byl na tehdejší československé zvyklosti řešen moderním způsobem. Byl to zážehový vzduchem chlazený invertní osmiválec do V s úhlem válců 90° a rozvodem OHV, přeplňovaný kompresorem, s jednopákovým ovládáním a řešeným jako motorová jednotka za účelem montáže a demontáže v provozu jako celku.
Osud tohoto motoru však byl velmi krátký, protože hned po úspěšném ukončení podnikové zkoušky v roce 1958 byl jeho další vývoj zastaven, přestože motor měl zjevnou rezervu pro zvyšování jeho výkonnosti. S rozhodnutím o ukončení programu M-441 se Václav Kačírek nikdy nesmířil a trval na názoru, že motor této koncepce a kategorie bude jednou scházet. Prototypy těchto motorů byly vyrobeny v roce 1957 v Leteckých opravnách Malešice (tehdy pobočný závod n. p. Motorlet), ale sériové výroby se žádný z leteckých motorářských podniků neujal.

### Walter M-601

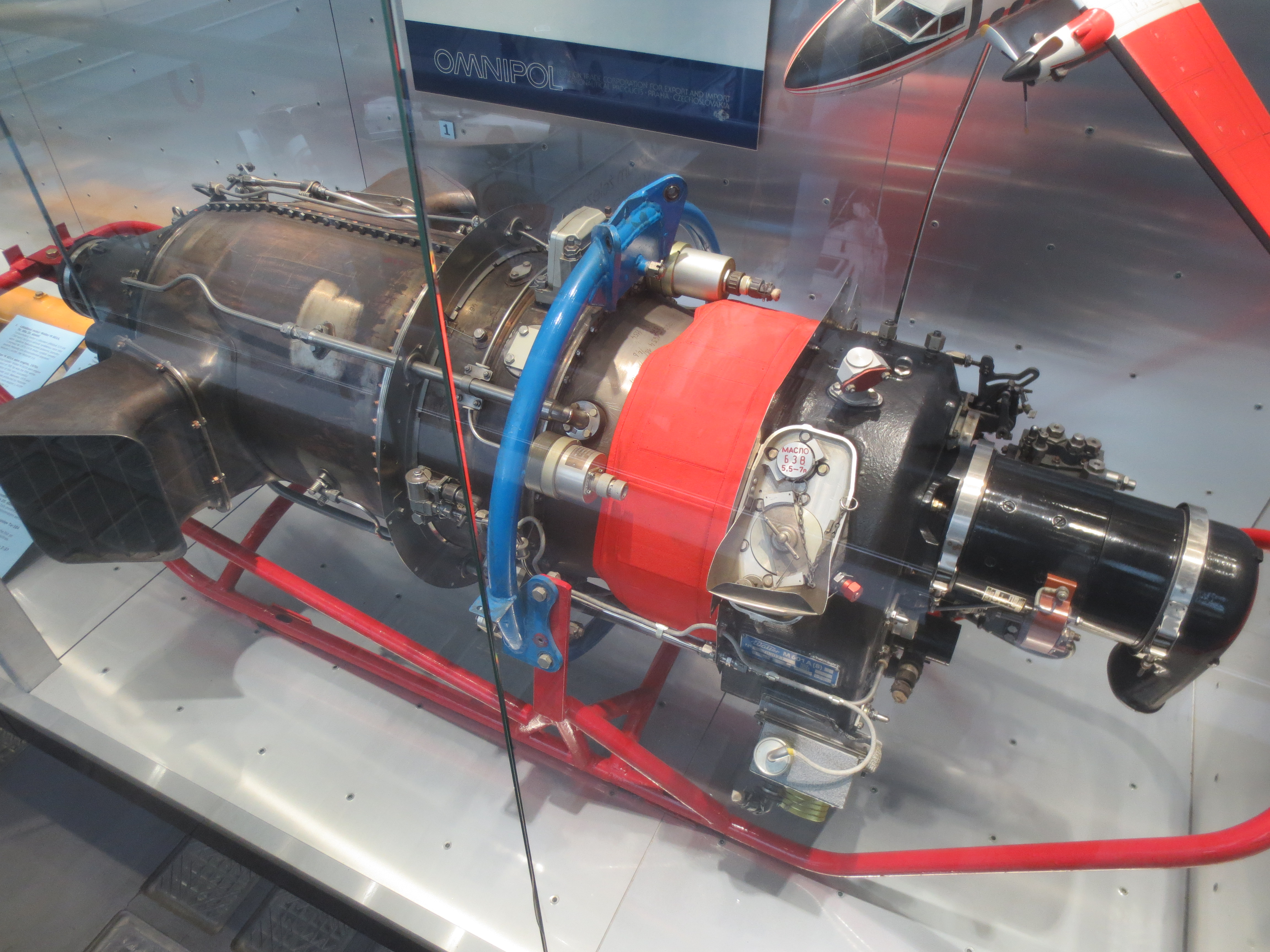
Walter M601A (NTM 2021)

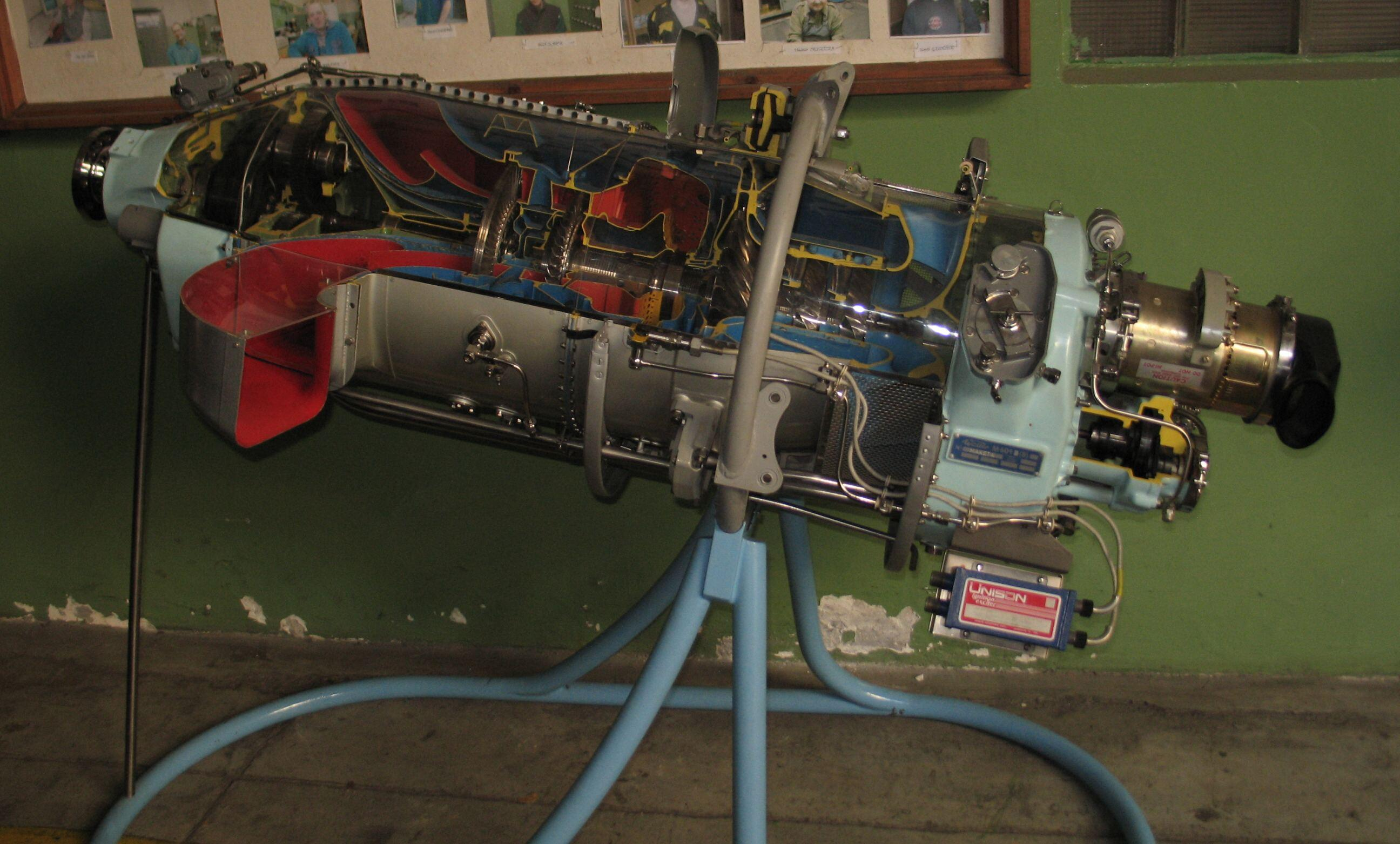
Walter M601, řez motorem

Náhradou za program M441 byl Václav Kačírek pověřen koncem roku 1958 vývojem malého turbovrtulového motoru M601 o výkonu 338 kW/460 k pro letoun L-300 vznikající v kunovickém LETu. Předprojekt motoru označeného XM601 byl předložen ke schválení začátkem roku 1959.  Původní koncepce M601 s volnou hnací turbínou, s dvouhřídelovým uspořádáním, s patentovaným přívodem paliva do spalovací komory prostřednictvím rotujícího, odstředivého rozprašujícího kroužku a s originálně řešeným systémem vyrovnávání zatížení předloh a s měřením kroutícího momentu přenášeného reduktorem byla navržena ale s přímým průtokem plynů, s mimoběžným náhonem reduktoru a vrtule s vloženou svisle orientovanou převodovou skříní. Brzy se přešlo podle návrhu ing. Vladimíra Žáka na souosé provedení motoru s vratným uspořádáním vzduchové cesty.

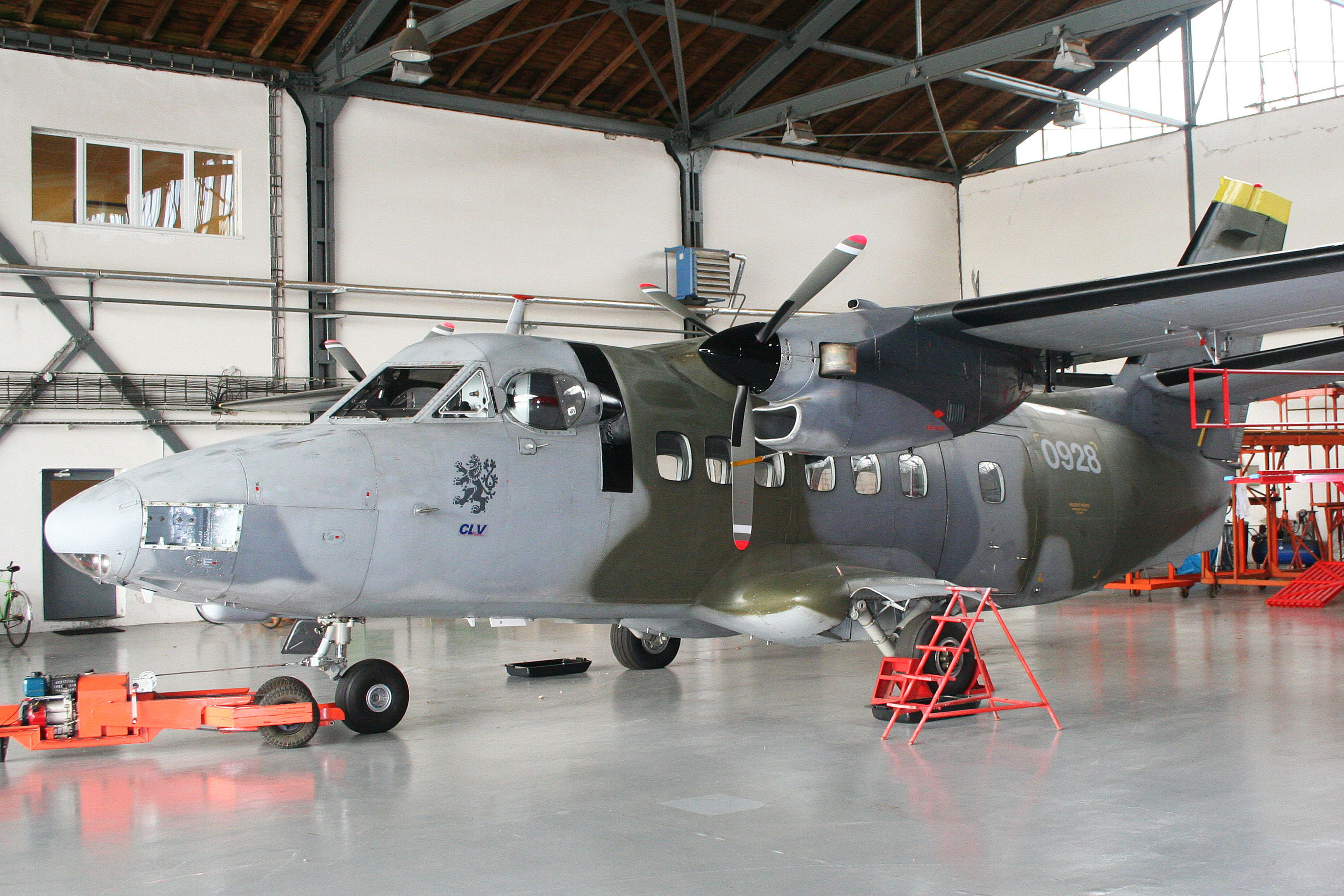
Let L-410 Turbolet (Vzdušné síly AČR)

I tento projekt byl však v roce 1962 přerušen ve prospěch vývoje jiných typů letadel a motorů a pro nedostatek kapacity vývojové dílny. Důsledkem toho bylo také drastické snížení počtu členů konstrukční skupiny až na pouhé 4 osoby a pomalé pokračování vývojových prací pouze v rámci finančních možností VZLÚ. Tato skupina zůstala detašována i nadále v objektu FOJA sousedícím s areálem Motorletu a ve značně omezeném rozsahu ve vývoji motoru M601 pokračovala až do roku 1965.
V polovině 60. let byly v n.p. Let Kunovice zahájeny vývojové práce na letounu L-410 a v důsledku toho bylo rozhodnuto o opětovném zařazení projektu M601 do plánu. Přepracovaný motor se poprvé rozběhl roku 1967 a jeho vývoj byl dokončen v roce 1971. Ing. Kačírek se svou konstrukční skupinou byl počátkem 70. let při další organizační změně převeden z kompetence VZLÚ opět do Motorletu a vývoj motoru Walter M601 (tentokráte se zvýšeným výkonem 383 kW/550 k a ještě později až na 515 kW/700 k) se stal jeho hlavním vývojovým programem. Vývoj motoru M601 byl podřízen hlavnímu konstruktérovi Ing. Vladimíru Pospíšilovi a Ing. Václav Kačírek se stal v rámci vývojové konstrukce vedoucím vývoje typu M601. Finální etapa vývoje byla ukončena v roce 1975 certifikací a zahájením výroby první sériové verze motoru, nově typově označené M601A. Turbovrtulový dvouhřídelový motor M601A měl vzletový výkon 515 kW při otáčkách generátoru plynů 36660 ot/ min., maximální trvalý výkon 452 kW, hmotnost 178kg a dobu do generální revize 500 hodin. Od roku 1977 se vyráběla modernizovaná verze jako M601B se vstřikováním vody do kompresoru pro krátkodobé zvýšení výkonu. Ing. Kačírek byl nejenom ve funkci vedoucího konstruktéra typu M601, ale zasloužil se v plné míře v dalších letech nejenom o jeho zdárné zavedení do sériové výroby pro letoun L-410 Turbolet, ale i o vznik a vývoj několika jeho alternativ pro jiné letouny a jiné oblasti použití. Byla to helikoptérová (M601H) a „zemědělská“ verze (M601Z) a pro pozemní použití jako zdroje stlačeného vzduchu (GP601), mobilního zdroje elektrické energie (EJ500, G601P a PT), pro pohon člunů (M601M) nebo jako pohonné jednotky vlakových souprav. Tyto alternativy povětšinou došly k uplatnění až po „sametové revoluci“, kdy se zhroutil trh s leteckými motory M601.[nenalezeno v uvedeném zdroji]

## Studia a udělené patenty
Mezi roky 1957 až 1963 absolvoval Václav Kačírek a další dva jeho spolupracovníci dálkové studium na katedře leteckých motorů VAAZ Brno (dnes Univerzita obrany) a v roce 1963 byli promováni na inženýry. V červenci 1960 podal patentovou přihlášku Prstencová spalovací komora s odstředivým rozprašováním paliva. Československý patent CS 101047 mu byl udělen 15. září 1961. Společně s kolegou ing. Josefem Donátem (rovněž z Motorletu) podali v říjnu 1961 přihlášku patentu Dvouproudový motor. Patent CS 107925 jim byl udělen 15. července 1963. Oba patenty jsou evidovány Úřadem průmyslového vlastnictví.

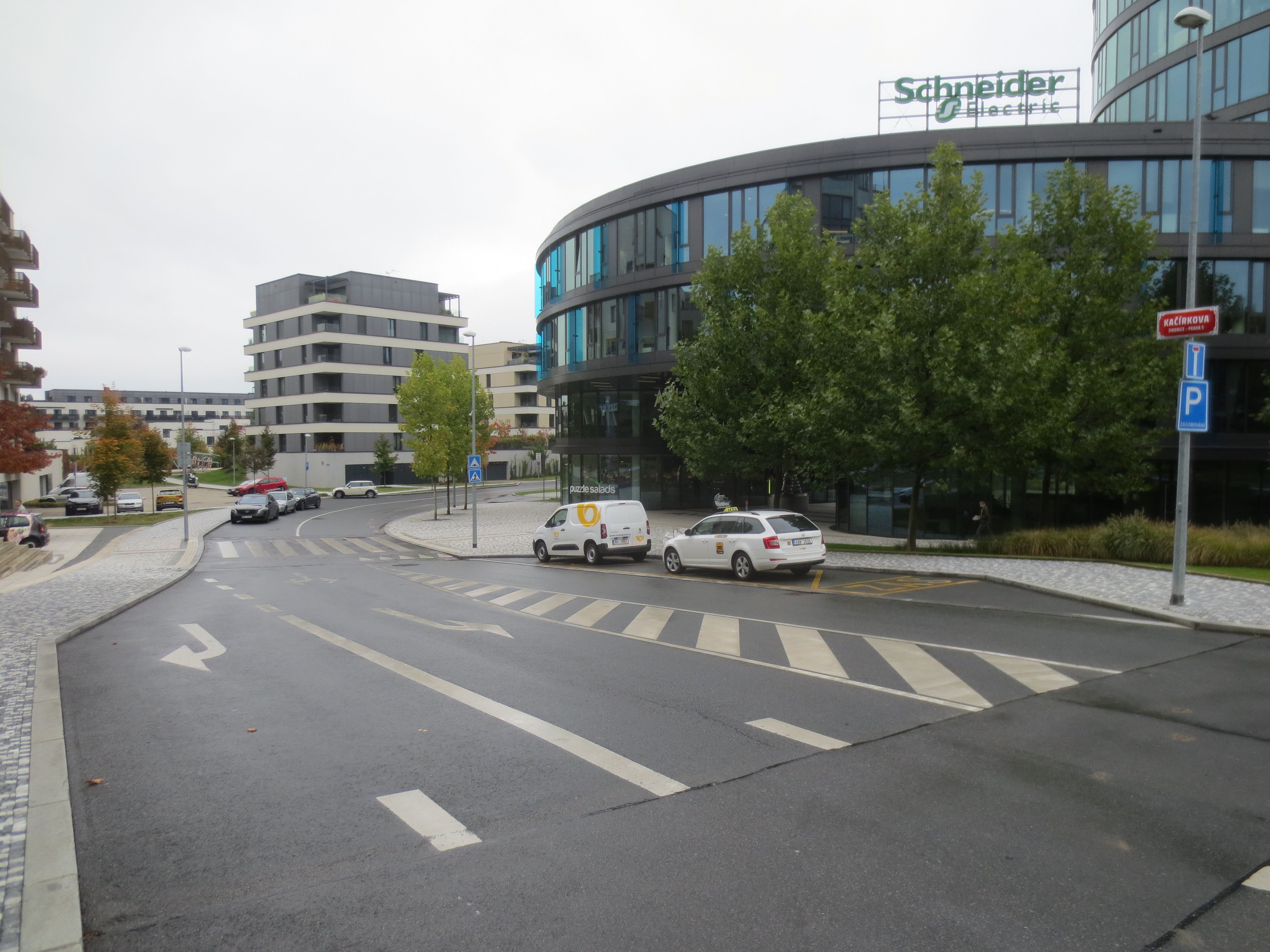
Kačírkova ulice v rezidenci Waltrovka

## Ocenění
Po jeho nedobrovolném odchodu do důchodu, k němuž došlo ihned po dosažení jeho věku 60 let (1981), tedy v době, kdy motor M601 již tvořil hlavní výrobní náplň Motorletu a postupně se stal jeho nejznámějším a nejrozšířenějším výrobkem. Veřejného ocenění svých zásluh o vznik nejúspěšnějšího motoru Waltrovky za poslední etapu existence podniku se ale Ing. Kačírek dočkal, když na 23. mezinárodním strojírenském veletrhu v Brně v září 1981 byla letadlovému motoru M601B udělena zlatá medaile a později v dubnu 1982, kdy obdržel jako člen kolektivu, který vytvořil dopravní letoun L-410 UVP, tehdejší státní vyznamenání Řád práce. Z Motorletu za motor M601 to byli hlavní konstruktér Ing. Vladimír Pospíšil, vedoucí konstruktér typu M601 Ing. Václav Kačírek, vedoucí pevnostního oddělení Ing. Jan Kloud a výrobní náměstek Bohumil Hamerník.
Při výstavbě komplexu obytných a kancelářsko-administrativních budov rezidence Waltrovka byla po ing. Václavu Kačírkovi počátkem 2.dekády 21. století pojmenována jedna z ulic v areálu jako Kačírkova, příznačně se tak přiřadil ke špičkovým konstruktérům leteckých motorů Walter (ing. Bohuslav Šimůnek, ing. František Barvitius).